# 施特罗布尔
施特罗布尔是奥地利萨尔茨堡州萨尔茨堡城郊县的一个市镇。总面积93.89平方公里，总人口3577人，人口密度38.1人/平方公里（2005年）。